# Европско првенство у атлетици у дворани 1985 — скок увис за мушкарце
Такмичење у скоку увис у мушкој конкуренцији на 16. Европском првенству у атлетици у дворани 1985. године одржано је 2. марта. у Дворани мира и пројатељства у Пиреју, (Грчка).
Титулу европског првака освојену на Европском првенству у дворани 1984. у Гетеборгуу није бранио Дитмар Мегенбург из Западне Немачке.

## Земље учеснице
Учествовала су 11 скакача увис из 7 земаља.
1. Белгија (1)
2. Чехословачка (2)
3. Италија (1)
4. Луксембург (1)
5. Пољска (2)
6. Совјезски Савез (2)
7. Шведска (2)

## Рекорди
| Рекорди пре почетка Европског првенства у дворани 1985.     | Рекорди пре почетка Европског првенства у дворани 1985. | Рекорди пре почетка Европског првенства у дворани 1985. | Рекорди пре почетка Европског првенства у дворани 1985. | Рекорди пре почетка Европског првенства у дворани 1985. | Рекорди пре почетка Европског првенства у дворани 1985. |
| ----------------------------------------------------------- | ------------------------------------------------------- | ------------------------------------------------------- | ------------------------------------------------------- | ------------------------------------------------------- | ------------------------------------------------------- |
| Светски рекорд                                              | Дитмар Мегенбург                                        | Западна Немачка                                         | 2,39                                                    | Келн, Западна Немачка                                   | 24. фебруар 1985.                                       |
| Европски рекорд                                             | Дитмар Мегенбург                                        | Западна Немачка                                         | 2,39                                                    | Келн, Западна Немачка                                   | 24. фебруар 1985.                                       |
| Рекорди европских првенстава                                | Владимир Јашенко                                        | Совјетски Савез                                         | 2,35                                                    | Милано, Италија                                         | 12. март 1978.                                          |
| Најбољи светски резултат сезоне у дворани                   | Дитмар Мегенбург                                        | Западна Немачка                                         | 2,39                                                    | Келн, Западна Немачка                                   | 24. фебруар 1985.                                       |
| Најбољи европски резултат сезоне у дворани                  | Дитмар Мегенбург                                        | Западна Немачка                                         | 2,39                                                    | Келн, Западна Немачка                                   | 24. фебруар 1985.                                       |
| Рекорди после завршеног Европског првенства у дворани 1985. |                                                         |                                                         |                                                         |                                                         |                                                         |
| Рекорди европских првенстава                                | Патрик Шеберг                                           | Шведска                                                 | =2,35                                                   | Пиреј, Грчка                                            | 2. март 1985.                                           |

## Најбољи европски резултати у 1985. години
Десет најбољи европски такмичари у скоку увис у дворани 1985. године пре почетка првенства (2. марта 1985), имали су следећи пласман на европској и светској ранг листи. (СРЛ)
| 1.  | Дитмар Мегенбург   | Западна Немачка | 2,39 | 24. фебруар | 1. СРЛ   |
| 2.  | Патрик Шеберг      | Шведска         | 2,38 | 22. фебруар | 2. СРЛ   |
| 3.  | Александар Котович | Совјетски Савез | 2,35 | 13. јануар  | =3. СРЛ  |
| 4.  | Јуриј Сергијенко   | Совјетски Савез | 2,34 | 19. јануар  | 5. СРЛ   |
| 5.  | Алексеј Демњањук   | Совјетски Савез | 2,33 | 20. јануар  | 6. СРЛ   |
| 6.  | Валериј Середа     | Совјетски Савез | 2,31 | 15. јануар  | = 7. СРЛ |
| 6.  | Сергеј Засимович   | Совјетски Савез | 2,31 | 9. фебруар  | = 7. СРЛ |
| 6.  | Игор Паклин        | Совјетски Савез | 2,31 | 15. фебруар | = 7. СРЛ |
| 9.  | Карло Тренхард     | Западна Немачка | 2,30 | 22. фебруар | =11. СРЛ |
| 10. | Герд Весиг         | Западна Немачка | 2,29 | 26. јануар  | =14. СРЛ |
| 10. | Јурија Шевченко    | Совјетски Савез | 2,29 | 16. фенруар | =14. СРЛ |
| 10. | Генадиј Авдјенко   | Совјетски Савез | 2,29 | 16. фенруар | =14. СРЛ |
| 10. | Јуриј Готовски     | Совјетски Савез | 2,29 | 24. фебруар | =14. СРЛ |

Такмичари чија су имена подебљана учествују на ЕП 1985.

## Освајачи медаља
|                       |                                    |                        |
| Патрик Шеберг Шведска | Александар Котович Совјезски Савез | Даријуш Бичицко Пољска |

## Резултати

### Финале
| Пласман | Атлетичар           | Земља           | ЛР   | ЛРС  | Резултат | Белешка |
| ------- | ------------------- | --------------- | ---- | ---- | -------- | ------- |
|         | Патрик Шеберг       | Шведска         | 2,38 | 2,38 | 2,35     |         |
|         | Александар Котович  | Совјезски Савез | 2,35 | 2,35 | 2,30     |         |
|         | Даријуш Бичицко     | Пољска          | 2,28 |      | 2,30     | ЛРд     |
| 4.      | Еди Анис            | Белгија         |      |      | 2.24     |         |
| 4.      | Генадиј Авдјенко    | Совјезски Савез | 2,29 | 2,29 | 2,24     |         |
| 6.      | Даријуш Зиелке      | Пољска          |      |      | 2,24     |         |
| 7.      | Ђампјеро Паломба    | Италија         |      |      | 2,20     |         |
| 7.      | Јан Звара           | Чехословачка    |      |      | 2,20     |         |
| 9.      | Милан Махотка       | Чехословачка    |      |      | 2,20     |         |
| 10.     | Бенгт-Јеран Енстрем | Шведсја         |      |      | 2,15     | ЛРд     |
| 10.     | Рајмонд Конзелијус  | Луксембург      |      |      | 2,15     |         |

Подебљани лични рекорди су и национални рекорди земље коју такмичарка представља

## Укупни биланс медаља у скоку увис за мушкарце после 16. Европског првенства у дворани 1970—1985.
|     | Земља           |    |    |    |    |
| --- | --------------- | -- | -- | -- | -- |
| 1.  | Совјетски Савез | 5  | 4  | 1  | 10 |
| 2.  | Западна Немачка | 4  | 3  | 4  | 11 |
| 3.  | Мађарска        | 3  | 2  | 1  | 6  |
| 4.  | Пољска          | 1  | 2  | 2  | 5  |
| 5.  | Чехословачка    | 1  | 1  | 1  | 3  |
| 6.  | Швајцарска      | 1  | 0  | 2  | 3  |
| 7.  | Шведска         | 1  | 0  | 1  | 2  |
| 8,  | Источна Немачка | 0  | 3  | 0  | 3  |
| 9.  | Француска       | 0  | 1  | 0  | 1  |
| 10. | Румунија        | 0  | 0  | 2  | 2  |
| 11  | Грчка           | 0  | 0  | 1  | 1  |
| 11  | Холандија       | 0  | 0  | 1  | 1  |
|     | Укупно {12}     | 16 | 16 | 16 | 48 |

|     | Атлетичар        | Земља           |   |   |   |   |
| --- | ---------------- | --------------- | - | - | - | - |
| 1.  | Иштван Мајор     | Мађарска        | 3 | 1 | 0 | 4 |
| 2,  | Дитмар Мегенбург | Западна Немачка | 3 | 0 | 1 | 4 |
| 3.  | Владимир Јашенко | Совјетски Савез | 2 | 0 | 0 | 2 |
| 4.  | Карло Тренхард   | Западна Немачка | 1 | 2 | 0 | 3 |
| 5.  | Кестутис Шапка   | Совјетски Савез | 1 | 1 | 0 | 2 |
| 5.  | Јацек Вшола      | Пољска          | 1 | 1 | 0 | 2 |
| 7.  | Роланд Далхојзер | Швајцарска      | 1 | 0 | 2 | 3 |
| 8.  | Владимир Мали    | Чехословачка    | 1 | 0 | 1 | 2 |
| 9.  | Ролф Бајлшмит    | Источна Немачка | 0 | 2 | 0 | 2 |
| 10. | Ендре Келемен    | Мађарска        | 0 | 1 | 1 | 2 |
| 10. | Јири Тармак      | Совјетски Савез | 0 | 1 | 1 | 2 |